# Un volo a Natale
Un volo a Natale (The Flight Before Christmas) è un film del 2015 diretto da Peter Sullivan.

## Trama
Stephanie si prepara a trasferirsi con il suo fidanzato, ma questi rompe con lei, lasciandola con il cuore spezzato e senza casa per le vacanze, fino a quando decide di volare a casa nel Connecticut. Stephanie si ritrova seduta accanto a Michael sull'aereo, che sta progettando di proporre alla sua fidanzata di sposarlo. Michael e Stephanie discutono sulle abilità relazionali prima che il pilota annunci che una tempesta di neve inaspettata sta attraversando il paese. Il loro volo è diretto a Bozeman, nel Montana, dove Stephanie prende l'ultima stanza disponibile nel bed and breakfast della città.
Nonostante le loro differenze,  Stephanie si offre di condividere la stanza con Michael dove cercano di andare d'accordo e finiscono per rendersi conto che si attraggono l'un l'altro. Non volendo interferire con la relazione di Michael, Stephanie va all'aeroporto e se ne va senza dirglielo. Ben presto scopre la sua assenza e la segue immediatamente all'aeroporto. I due si salutano prima del suo volo. Michael in seguito rompe con la sua ragazza e cerca Stephanie online per rintracciarla.
A Capodanno, Michael chiama l'ufficio di Stephanie per ascoltare la sua voce nel suo messaggio e Stephanie visita la sua pagina sui social media. Sentendo l'uno la mancanza dell'altra e sperando di incontrarsi di nuovo, ognuno di loro va a una festa di Capodanno. Dopo essersi incontrati fuori da un locale si baciano dopo il conto alla rovescia del nuovo anno.